# 小格尔伯
小格尔伯（匈牙利語：Kisgörbő）是匈牙利佐洛州所辖的一个村，与大格尔伯相邻，总面积6.59平方公里，总人口190，人口密度28.8人/平方公里（2010年1月1日）。